# Oussama Mellouli
Oussama Mellouli (arabsky أسامة الملولي‎ * 16. února 1984, Tunis) je tuniský plavec, dvojnásobný olympijský vítěz.

## Život a sportovní kariéra
Narodil se v Tunisku, ve věku 15 let odešel studovat do Francie, kde měl také lepší podmínky pro plavecký trénink. Ve studiu pokračoval na americké University of Southern California a závodil za USC Trojans.
Mezinárodně se poprvé prosadil na mistrovství světa v roce 2003, kde vybojoval bronz v polohovém závodě na 400 m. O dva roky později na světovém šampionátu 2005 bronzovou medaili obhájil a přidal stejný kov v závodě na 400 m volný způsob. V prosinci 2006 na americkém otevřeném mistrovství porazil v polohovém závodě i Michaela Phelpse. Krátce nato však měl pozitivní dopingový test na stimulancia a amfetamin, což připustil s tím, že tyto látky užil ke zlepšení soustředění při psaní diplomové práce. Byl potrestán osmnáctiměsíčním zákazem činnosti a jeho výsledky z US open, jako i mistrovství světa 2007, které mezitím ještě stihl absolvovat, byly anulovány. Trest mu vypršel krátce před olympijskými hrami 2008, na které se stihl kvalifikovat. V Pekingu získal zlato v závodě na 1500 m volný způsob. Pozici nejlepšího muže na dlouhých tratích obhájil i na světovém šampionátu 2009, kde ke zlatu z 1500 m přidal i dvě stříbra na 400 a 800 m volný způsob.

### Olympijské hry 2012
Na olympiádě v Londýně zlato na 1500 metrů neobhájil, skončil třetí. Poté však zvítězil na maratonské desetikilometrové trati a stal se prvním plavcem, který na olympiádě získal medaili v bazénu i na otevřené vodě.